# Hypoestes floribunda
Hypoestes floribunda är en akantusväxtart som beskrevs av Robert Brown. Hypoestes floribunda ingår i släktet Hypoestes och familjen akantusväxter.

## Underarter
Arten delas in i följande underarter:
- H. f. angustifolia
- H. f. cinerea
- H. f. neoguineensis
- H. f. paniculata
- H. f. pubescens
- H. f. suaveolens
- H. f. varia
- H. f. velutina
- H. f. yorkensis